# Dodécaèdre tronqué triaugmenté
Pour les articles homonymes, voir J71.
Le dodécaèdre tronqué triaugmenté est un polyèdre faisant partie des solides de Johnson (J71). Comme le nom l'indique, il peut être construit en augmentant un dodécaèdre tronqué sur trois faces décagonales adjacentes à la face opposée de la première, par trois coupoles décagonales  (J5).  
Les 92 solides de Johnson ont été nommés et décrits par Norman Johnson en 1966.